# العلاقات البالاوية الماليزية
العلاقات البالاوية الماليزية هي العلاقات الثنائية التي تجمع بين بالاو وماليزيا.

## مقارنة بين البلدين
هذه مقارنة عامة ومرجعية للدولتين:
| وجه المقارنة                                              | بالاو                         | ماليزيا       |
| --------------------------------------------------------- | ----------------------------- | ------------- |
| المساحة (كم2)                                             | 465                           | 330.29 ألف    |
| عدد السكان (نسمة)                                         | 21.73 ألف                     | 31.62 مليون   |
| الكثافة السكانية (ن./كم²)                                 | 4.67 ألف                      | 95.73         |
| العاصمة                                                   | نغيرولمود، كورور              | كوالالمبور    |
| اللغة الرسمية                                             | لغة إنجليزية، اللغة البالاوية | لغة ماليزية   |
| العملة                                                    | دولار أمريكي                  | رينغيت ماليزي |
| الناتج المحلي الإجمالي (بليون دولار)                      | 291.54 مليون                  | 314.50 مليار  |
| الناتج المحلي الإجمالي (تعادل القوة الشرائية) بليون دولار | 326.12 مليون                  | 817.43 مليار  |
| الناتج المحلي الإجمالي الاسمي للفرد دولار أمريكي          | 13.50 ألف                     | 9.77 ألف      |
| الناتج المحلي الإجمالي للفرد دولار أمريكي                 | 14.76 ألف                     | 25.64 ألف     |
| مؤشر التنمية البشرية                                      | 0.780                         | 0.779         |
| رمز المكالمات الدولي                                      | +680                          | +60           |
| رمز الإنترنت                                              | .pw                           | .my           |
| المنطقة الزمنية                                           | ت ع م+09:00                   | ت ع م+08:00   |

## منظمات دولية مشتركة
يشترك البلدان في عضوية مجموعة من المنظمات الدولية، منها:
| علم المنظمة | اسم المنظمة                        | تاريخ انضمام بالاو | تاريخ انضمام ماليزيا |
| ----------- | ---------------------------------- | ------------------ | -------------------- |
|             | مؤسسة التنمية الدولية              | 16 ديسمبر 1997     | 24 سبتمبر 1960       |
|             | الأمم المتحدة                      | 15 ديسمبر 1994     | 17 سبتمبر 1957       |
|             | البنك الدولي للإنشاء والتعمير      | 16 ديسمبر 1997     | 7 مارس 1958          |
|             | بنك التنمية الآسيوي                | 2003               | 1966                 |
|             | منظمة حظر الأسلحة الكيميائية       | ?                  | ?                    |
|             | مؤسسة التمويل الدولية              | 16 ديسمبر 1997     | 20 مارس 1958         |
|             | وكالة ضمان الاستثمار متعدد الأطراف | 16 ديسمبر 1997     | 6 ديسمبر 1991        |
|             | يونسكو                             | 20 سبتمبر 1999     | 16 يونيو 1958        |

## وصلات خارجية
- موقع وزارة الخارجية الماليزية